# Associazione agraria di Torino
L'Associazione Agraria di Torino (nata con il nome di Associazione Agraria Subalpina e nota successivamente con i nomi Associazione Agraria degli Stati Sardi e Associazione Agraria del Regno), fu fondata il 31 maggio 1842 - con l'assenso di re Carlo Alberto di Savoia concesso per la prima volta ad una iniziativa associativa - da un gruppo di trentasei intellettuali, possidenti e politici, appartenenti alla nobiltà ed alla borghesia piemontesi, tra i quali: Camillo Benso di Cavour, Carlo Ilarione Petitti di Roreto, Cesare Alfieri di Sostegno (che fu il primo presidente) e Giovenale Vegezzi Ruscalla (che fu il primo segretario).

L'Associazione si riprometteva di migliorare le condizioni dell'agricoltura e di favorire la diffusione delle tecniche agrarie e l'accrescimento culturale dei coltivatori. Ebbe sede nel Palazzo Alfieri a Torino ed in breve si dotò di una ricca biblioteca (anche per il merito dell'Editore Pomba di Torino) nella quale fu possibile consultare libri di scienza, di economia e ben centocinque periodici e pubblicazioni editi in varie lingue.

All'Associazione aderirono sin dall'inizio, oltre al re Carlo Alberto di Savoia ed alla Famiglia Reale al completo, i grandi funzionari di corte e dell'amministrazione, i titolari delle maggiori cariche del Regno, personalità di rilievo o interessate direttamente all'agricoltura, quali proprietari e tecnici, o semplicemente appassionati di cose agrarie. Dai circa 2.000 soci del primo anno di attività, si passò alla fine del 1844 a 2.700 e nel 1848 a 3.371. In numerose località furono costituiti gruppi di lavoro rappresentativi dell'Associazione denominati Comizi Agrari ed entro la fine del 1847 si associarono quasi tutte le municipalità del Regno.

Nel 1843 si tenne il primo congresso di agricoltura, in occasione del quale fu aperta al pubblico la Tenuta Reale di Pollenzo - che ospita oggi l'Università di Scienze Gastronomiche.

Di notevole rilievo fu anche l'attività in campo politico, invano avversata dagli ambienti più conservatori, specialmente nei Congressi annuali. Particolare importanza ebbe il congresso del 1847, tenuto a Casale Monferrato. Il Lanza organizzò una raccolta di firme per un indirizzo al re Carlo Alberto per chiedere le riforme. L'orientamento liberale trovò la sua espressione nella Gazzetta dell'Associazione agraria, edita a Torino in due edizioni, italiana e francese, il cui primo numero uscì il 6 aprile 1843 e l'ultimo il 29 dicembre 1848. Dal 1850 al 1856 riprese le pubblicazioni come Giornale Agrario degli Stati Sardi. Successivamente (biennio 1856-1857) si trasformò nel Repertorio di scienze economiche e industriali e da ultimo (1858) nel periodico mensile Il Tecnico.
Dopo il Regio Decreto del 23 dicembre 1866 che istituiva i comizi agrari l'associazione cessò di esistere e nel 1867 confluì nel Comizio agrario di Torino.